# Caricaturi politice din Al Doilea Război Mondial
Caricaturile politice produse în timpul celui de-al Doilea Război Mondial atât de Aliați, cât și de Axă comentau evenimentele, personalitățile și politica războiului. Guvernele le-au folosit pentru propagandă și informare publică. Fiecare individ își exprima astfel propriile opinii și preferințe politice.

## Istoric
În timpul celui de-al Doilea Război Mondial, fiecare mare putere militară avea birouri de propagandă care foloseau caricaturile politice pentru a influențarea opiniei publice:6.

## Exemple
Înainte de izbucnirea războiului în Europa, Germania și Uniunea Sovietică au semnat un pact de neagresiune pentru a-și împărți între ele zonele tampon în care erau interesate și au participat împreună la invadarea Poloniei. Caricaturistul neo-zeelandez, David Low, a realizat o celebră caricatură pe această temă pentru Evening Standard care a apărut la 20 septembrie 1939. Acesta ridiculiza modul în care relația dintre Adolf Hitler și Iosif Stalin se schimbase de la o dușmănie acerbă la o cooperare curtenitoare:66
Arthur Szyk⁠(d) a primit recunoaștere pentru caricaturile sale politice din timpul celui de-al Doilea Război Mondial. Prima doamnă Eleanor Roosevelt l-a numit „un om cât o armată”. Adolf Hitler a pus chiar un preț pe capul său.
George G. Butterworth, „GeeBee”, a fost de asemenea pe „lista morții” lui Hitler pentru că a continuat să atace Reich-ul. Caricaturile sale au fost lansate de RAF deasupra Poloniei și Cehoslovaciei ca propagandă în timpul războiului.

Caricatura „Așteptând semnalul de acasă” a lui Dr. Seuss

Dr. Seuss a lucrat într-un departament de agitație al Armatei SUA, unde a desenat mai mult de 400 de caricaturi politice. El a publicat multe caricaturi politice împotriva lui Hitler și a lui Mussolini, precum și împotriva americanilor care erau împotriva implicării americane în război. Caricatura sa, intitulată „Așteptând semnalul de acasă”, publicată cu puțin timp înainte ca Franklin D. Roosevelt să ordone internarea americanilor de origine japoneză în lagăre de concentrare și înfățișând asiaticii de pe Coasta de Vest pregătind atacuri cu dinamită, a fost descrisă de Donald Dewey ca fiind „deosebit de lipsită de bun gust”:54, iar istoricul Richard Minear⁠(d), în cartea Dr. Seuss Goes to War (1999), a criticat caricaturile lui Dr. Seuss din timpul războiului și au sugerat că „rasismul a fost un ingredient în multe, dacă nu în toate concepțiile americane despre Japonia din timpul războiului”:335.
Caricaturistul revistei Punch Fougasse a realizat o serie de caricaturi pe care  Ministerul Britanic al Informațiilor le-a folosit pentru afișe. Printre acestea se numără o serie care ilustrează sloganul Vorbele neatente costă vieți.
În Uniunea Sovietică, stilul caricaturilor era brutal și lipsit de subtilitate. Caricaturile apăreau în revista satirică, Krokodil⁠(d). Semnătura „Kukrîniksî” a desemnat opera deosebit de faimoasă a trei artiști, Mihail Kuprianov, Porfiri Krîlov și Nikolai Sokolov, care lucrau împreună
Vincent Krassousky, un emigrant născut la Kiev, a produs benzi desenate pro-naziste în Paris ocupat:61. Seria de benzi desenate de limbă franceză „Marc le Téméraire” [Marc cel îndrăzneț] (1943) a transmis mesaje anticomuniste și antiengleze prin faptele unui colaborator membru al Miliției franceze de la  Regimului de la Vichy:60.
În contrast cu propaganda oficială sponsorizată de guvern, mișcările de rezistență din țările europene ocupate de Puterile Axei au produs, de asemenea, caricaturi care ironizau noua ordine.

## Imperialismul cultural italian
În timpul celui de-al Doilea Război Mondial, Italia și-a răspândit cultura în zonele pe care le ocupa în Balcani – inclusiv prin utilizarea benzilor desenate pentru copii în croată și în italiană